# Listă de mamifere preistorice din Republica Moldova
Mamiferele preistorice din Republica Moldova datează din perioadă Neogen și Cuaternar.
Abrevieri utilizate:
cf. (latină: confer/conferatur) – este utilizat pentru a indica asemănarea unui exemplar greu de identificat (din cauza a diverselor motive, precum insuficiența materialului fosil examinat) cu un anumit taxon deja descris. Exemplu: Dolichopithecus cf. ruscinensis indică faptul că specimenul se află în genul Dolichopithecus și se presupune că aparține speciei Dolichopithecus ruscinensis, dar determinarea efectivă la nivel de specie nu poate fi sigură, sau ”Sirenia: Dugongidae, cf. Metaxytherium” – specimenul este clasificată în ordinul Sirenia, familia Dugongidae, prezintă asemănări cu genul Metaxytherium, însă fără o determinare clară.
aff. (latină: affinis) – este folosit pentru a indica că exemplarul descris, pe baza materialele disponibile, are un grad înalt de afinitate cu o specie, dar nu este identic. Exemplu: Microstonyx aff. antiquue – se aseamănă cu specia Microstonyx antiquue, dar se presupune că cel mai probabil reprezintă o altă specie care, la moment, nu a fost descrisă.
sp. – exemplarul poate fi identificat cu exactitate până la nivel de gen, dar nu și de specie.  

## Paleogeografie

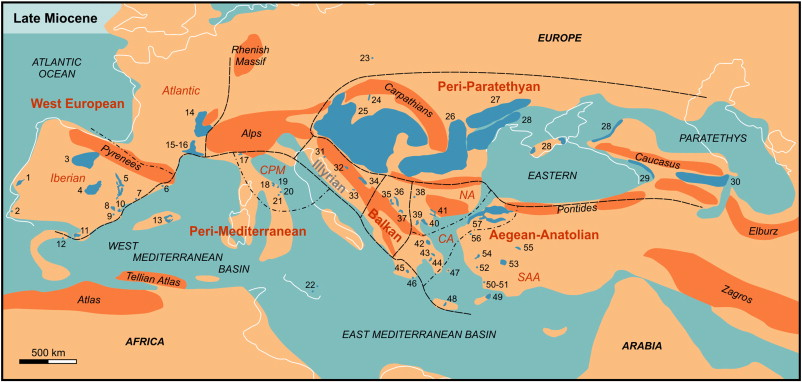
Sudul Europei în Miocenul târziu (Neogen)

## SupraordinulAfrotheria

### OrdinulProboscidea
| Denumirea speciei                                                  | Vârsta | Descrierea fosilelor/resturilor (scheletice) | Localizarea sitului fosilifer | Imagine                         |
| ------------------------------------------------------------------ | ------ | -------------------------------------------- | --- | ------------------------------- |
| Familia Gomphotheriidae                                            |        |                                              | |                                 |
| † Choerolophodon pentelici (Qaudry et Lartet), 1856                |        |                                              | Calfa, Otovasca, Varnița, Bujor, Tiraspol, Pitușca, Ciobruciu, Răspopeni. alte țări: România, Bulgaria, Rusia, Grecia, Irak, Turcia                                                                | craniu                          |
| Familia Mammutidae                                                 |        |                                              | |                                 |
| † Zygolophodon turicensis (Schintz, 1824) sin: Turicius turicensis |        |                                              | Lăpușna, Boghiceni | fragment de mandibulă cu molari |
| † Mammut borsoni (Hays, 1834)                                      |        |                                              | Recea, Șipca, Drăgușenii Noi, Secăreni, Micleușeni, Milești, Lozovo, Bravicea Alte țări: Bulgaria, China, Grecia, Italia, Kazakhstan, România, Rusia, Slovacia, Slovenia, Spania, Ucraine, Ungaria |                                 |
| † Mammut praetypicum (Schlesinger, 1919)                           |        |                                              | Fârlădeni |                                 |
| Familia Deinotheriidae                                             |        |                                              | |                                 |
| † Deinotherium giganteum (Kaup, 1829)                              |        |                                              | |                                 |
| † Prodeinotherium bavaricum (von Meyer, 1831)                      |        |                                              | |                                 |
| Familia Amebelodontidae                                            |        |                                              | |                                 |
| † Amebelodon sp.                                                   |        |                                              | |                                 |
| † Platybelodon sp.                                                 |        |                                              | Hirova, Călărași; |                                 |
| Familia Anancidae                                                  |        |                                              | |                                 |
| † Tetralophodon longirostris (Kaup, 1832)                          |        |                                              | |                                 |
| † Anancus arvernensis (Croizet & Jobert 1928)                      |        |                                              | Fârlădeni, Câșlița-Prut, Lozovo, Drăgușenii Noi, Milești, Cișmichioi, Etulia, Văleni, Musaitu, Dermengi, Budăi, Lucești, Găvănoasa                                                                 |                                 |
| † Anancus arvernensis brevirostris (Gervais et Serres)             |        |                                              | Dermengi, Cahul, Țareuca |                                 |
| † Anancus arvernensis progressor (Khomenko, 1912,)                 |        |                                              | Găvănoasa |                                 |
| ? † Anancus arvernensis alexeevae (Bajguscheva, 1971)              |        |                                              | Salcia |                                 |

### OrdinulSirenia
| Denumirea speciei                          | Vârsta          | Descrierea fosilelor/resturilor (scheletice)                                                                           | Localizarea sitului fosilifer | Imagine |
| ------------------------------------------ | --------------- | --- | ----------------------------- | ------- |
| Familia Dugongidae                         |                 | |                               |         |
| ? † Halitherium maeoticus (Nordmann, 1858) |                 | | Otovasca                      |         |
| † cf. Metaxytherium sp.                    | Miocen Superior | Dinți molari ai mandibulei, identificarea genului și specii este dificilă din cauza insuficienței materialul scheletic | Pocșești                      |         |

## Supraordinul Euarchontoglires

### OrdinulPrimates
| Denumirea speciei                               | Vârsta | Descrierea fosilelor/resturilor (scheletice) | Localizarea sitului fosilifer                                   | Imagine |
| ----------------------------------------------- | ------ | --- | --------------------------------------------------------------- | ------- |
| Subordinul Haplorhini                           |        | |                                                                 |         |
| Familia Cercopithecidae                         |        | |                                                                 |         |
| Macaca sp.                                      |        | | Găvănoasa                                                       |         |
| Dolichopithecus cf. ruscinensis (Depéret, 1889) |        | | Budei, Priozernoe Alte țări: Bulgaria, România, Spania, Ucraina |         |
| Familia Dendropithecidae                        |        | |                                                                 |         |
| † ? Oreopithecus sp.                            |        | Resturile fosile pe baza cărora s-a determinat specia au fost descoperite de profesorul Vladimir Laskarev în 1908. Ulterior materialele au fost pierdute și reanaliza este imposibilă. Având în vedere că Oreopithecus este considerat un taxon endemic din Italia centrală, raportarea sa pentru Moldova este nesigură. Taxonomia primatelor din localitatea Calfa rămâne incertă. | Calfa Alte țări: Italia                                         |         |

### OrdinulLagomorpha[11]
| Denumirea speciei                                   | Vârsta | Descrierea fosilelor/resturilor (scheletice) | Localizarea sitului fosilifer | Imagine |
| --------------------------------------------------- | ------ | -------------------------------------------- | ----------------------------- | ------- |
| Familia Palaeolagidae                               |        |                                              |                               |         |
| † Amphilagus fontannesi (Deperet, 1887)             |        |                                              |                               |         |
| Familia Lagomyidae                                  |        |                                              |                               |         |
| † Prolagus sp.                                      |        |                                              |                               |         |
| † Lagopsis verus (Hensel 1856)                      |        |                                              |                               |         |
| † Ochotona antiqua (Argyropulo & Pidoplichko, 1939) |        |                                              |                               |         |
| † Ochotona (Proochotona) kalfaense (Lungu, 1981)    |        |                                              |                               |         |
| † Ochotona (Proochotona) eximia (Lungu, 1978)       |        |                                              |                               |         |

### OrdinulRodentia
| Denumirea speciei                                                          | Vârsta | Descrierea fosilelor/resturilor (scheletice) | Localizarea sitului fosilifer | Imagine |
| -------------------------------------------------------------------------- | ------ | -------------------------------------------- | ----------------------------- | ------- |
| Familia Hystriсidae                                                        |        |                                              |                               |         |
| Neidentificat sp.                                                          |        |                                              |                               |         |
| Subordinul Castorimorpha                                                   |        |                                              |                               |         |
| Familia Castoridae                                                         |        |                                              |                               |         |
| † Steneofiber depereti (Mayet 1908)                                        |        |                                              |                               |         |
| † Steneofiber jaegeri (Kaup, 1832)                                         |        |                                              |                               |         |
| † Euroxenomys minutus (Von Meyer, 1838) = Monosaulax minuts                |        |                                              |                               |         |
| Subordinul                                                                 |        |                                              |                               |         |
| Familia Zapodidae                                                          |        |                                              |                               |         |
| † Sarmatosminthus gabunii (Lungu, 1981)                                    |        |                                              |                               |         |
| Familia Cricetidae                                                         |        |                                              |                               |         |
| † Eumyarion sр.                                                            |        |                                              |                               |         |
| † Rusсinomys orientalis (Lungu, 1981)                                      |        |                                              |                               |         |
| † Kowalskia moldavica (Lungu, 1981) = Kowalskia browni (Daxner-Höck, 1992) |        |                                              |                               |         |
| † Bujoromys olarensis (Lungu, 1981)                                        |        |                                              |                               |         |
| † Progonomys cathalai (Schaub, 1938).                                      |        |                                              |                               |         |
| Subordinul Anomaluromorpha                                                 |        |                                              |                               |         |
| Familia Anomalomyidae                                                      |        |                                              |                               |         |
| † Anomalomys gaillardi (Viret & Schaub 1947)                               |        |                                              |                               |         |
| Subordinil Sciuromorpha                                                    |        |                                              |                               |         |
| Familia Spermophilinus                                                     |        |                                              |                               |         |
| † Spermophilinus bredai <(von Meyer, 1848)                                 |        |                                              |                               |         |
| † Spermophilinus turolensis (Bruijn et Mein, 1968)                         |        |                                              |                               |         |
| Familia Gliridae                                                           |        |                                              |                               |         |
| † Ramys perezi (Sierra 1986) sin: Miodyromys multicrestatus                |        |                                              |                               |         |

## SupraordinulLaurasiatheria

### OrdinulPerissodactyla
| Denumirea speciei                                                          | Vârsta | Descrierea fosilelor/resturilor (scheletice) | Localizarea sitului fosilifer | Imagine               |
| -------------------------------------------------------------------------- | ------ | -------------------------------------------- | --- | --------------------- |
| Subordinul Hippomorpha                                                     |        |                                              | |                       |
| Familia Equidae                                                            |        |                                              | |                       |
| † Hipparion sarmaticum (Lungu, 1973)                                       |        |                                              | |                       |
| † Hipparion gracile (Kaup, 1900)                                           |        |                                              | |                       |
| † Hipparion verae (Gabuniya, 1959)                                         |        |                                              | |                       |
| Subordinul Ceratomorpha                                                    |        |                                              | |                       |
| Familia Rhinocerotidae                                                     |        |                                              | |                       |
| † Aceratherium incisivum (Kaup, Pawlow, 1915)                              |        |                                              | Calfa, Cioburciu, Gura Galbena, Otovasca, Taraclia, Tiraspol, Tudorovo Alte țări: Elveția, Franța, Georgia, Romania, Spania, Turcia, Ucraina, Ungaria                               |                       |
| † Aceratherium simorrense orientalis (Lungu, 1984)                         |        |                                              | |                       |
| † Aceratherium simplex (Krokos, 1914)                                      |        |                                              | |                       |
| † Acerorhinus sp.                                                          |        |                                              | |                       |
| † Acerorhinus zernowi (Borissiak, 1915)                                    |        |                                              | |                       |
| † Chilotherium sp.                                                         |        |                                              | |                       |
| † Chilotherium kowalevskii (Pavlow, 1913)                                  |        |                                              | |                       |
| † Dicerorhinus sp.                                                         |        |                                              | |                       |
| † Dihoplus kirchbergensis (Jäger, 1839) sin: Stephanorhinus kirchbergensis |        |                                              | Alte țări: China, Franța, Germania, Grecia, Marea Britanie |                       |
| † Dihoplus schleiermacheri (Kaup, 1834)                                    |        |                                              | Cioburciu, Taraclia, Cimișlia Alte țări: Franța, Grecia, Italia, Kazahstan, Marea Britanie, România, Spania, Turcia, Ucraina                                                        | fragment de mandibulă |
| † Stephanorhinus etruscus (Falconer ,1868) sin: Dicerorhinus etruscus      |        |                                              | Tiraspol Alte țări: Armenia, Belgia, Cehia, Croația, Franța, Georgia, Germania, Grecia, Israel, Italia, Marea Britanie, România, Rusia, Spania, Tadjikistan, Țările de Jos, Ungaria |                       |

### OrdinulCarnivora
| Denumirea speciei                                                                   | Vârsta | Descrierea fosilelor/resturilor (scheletice) | Localizarea sitului fosilifer | Imagine |
| ----------------------------------------------------------------------------------- | ------ | -------------------------------------------- | ----------------------------- | ------- |
| Subordinul Caniformia                                                               |        |                                              |                               |         |
| Familia Mustelidae                                                                  |        |                                              |                               |         |
| † Proputorius medius (Petters Petter G., 1963)                                      |        |                                              |                               |         |
| † Lutra braohygnatha (Schlosser; Sohloaear, 1903)                                   |        |                                              |                               |         |
| † Eomellivora piveteaui (Ozansoy, 1965)                                             |        |                                              |                               |         |
| † Eomellivora liguritor (Crusafont Pairó & Ginsburg, 1973)                          |        |                                              |                               |         |
| † Promslea sp.                                                                      |        |                                              |                               |         |
| Familia Phocidae                                                                    |        |                                              |                               |         |
| † Phoca (Pusa) pontica (Elchwald, 1850)                                             |        |                                              |                               |         |
| † Phoca bessarabica (Slmionescu, 1925)                                              |        |                                              |                               |         |
| † Pruepusa pannonica (Kretzoi, 1941)                                                |        |                                              |                               |         |
| † Pontophoca simionescui (Kretzoi, 1941)                                            |        |                                              |                               |         |
| † Monotherium maeoticum (Nordmann, 1858)s                                           |        |                                              |                               |         |
| Subordinul Feliformia                                                               |        |                                              |                               |         |
| Familia Hyaenidae                                                                   |        |                                              |                               |         |
| † Progenetta taurica (Lungu, 1978)                                                  |        |                                              |                               |         |
| † Iсtitherium hipparionum (Gerv.)                                                   |        |                                              |                               |         |
| Familia Percrocutidae                                                               |        |                                              |                               |         |
| † Percrocuta robusta (Lungu, 1978)                                                  |        |                                              |                               |         |
| † Percrocuta gigantеa (Schlosser)                                                   |        |                                              |                               |         |
| Familia Barbourofelidae                                                             |        |                                              |                               |         |
| † Sansanosmilus piveteaui (BOzansoy)                                                |        |                                              |                               |         |
| † Grivasmilus jourdani (Blan. )                                                     |        |                                              |                               |         |
| † Barburofelis piveteaui (Ozansoy, 1970)                                            |        |                                              |                               |         |
| † Machairodus laskarev (Lungu, 1974)                                                |        |                                              |                               |         |
| Familia Felidae                                                                     |        |                                              |                               |         |
| † Pseudaelurus turnauensis ()                                                       |        |                                              |                               |         |
| † Pseudaelurus intrepidus (Leidy 1858)                                              |        |                                              |                               |         |
| † Felis pamiri (Ozan.; F.Ozanaoy, 1965) sin: Miopanthera lorteti, Metailurus pamiri |        |                                              |                               |         |

### OrdinulEulipotyphla[24]
| Denumirea speciei                                               | Vârsta | Descrierea fosilelor/resturilor (scheletice) | Localizarea sitului fosilifer | Imagine |
| --------------------------------------------------------------- | ------ | -------------------------------------------- | ----------------------------- | ------- |
| Familia Erinaceidae                                             |        |                                              |                               |         |
| † Postpalerinaceus sp.                                          |        |                                              |                               |         |
| † Galerix sarmaticum (Lungu, 1981)                              |        |                                              |                               |         |
| Familia Talpidae                                                |        |                                              |                               |         |
| † Proscapanus sp.                                               |        |                                              |                               |         |
| † Deamanella sp.                                                |        |                                              |                               |         |
| Familia Heterosoricidae                                         |        |                                              |                               |         |
| † Sorex sansaniensis (Lartet, 1851) sin.: Trimylus sansaniensis |        |                                              |                               |         |
| † Crusafontina endemica (Gibert, 1974)                          |        |                                              |                               |         |
| † Hemisorex suchovi (Lungu, 1984)                               |        |                                              |                               |         |

### OrdinulCetartiodactyla

#### Artiodactyla
| Denumirea speciei                                        | Vârsta | Descrierea fosilelor/resturilor (scheletice) | Localizarea sitului fosilifer                                                             | Imagine |
| -------------------------------------------------------- | ------ | -------------------------------------------- | ----------------------------------------------------------------------------------------- | ------- |
| Familia Suidae                                           |        |                                              |                                                                                           |         |
| † Microstonyx aff. antiquue (Kaup)                       |        |                                              |                                                                                           |         |
| † Sohizoohoerua vallesensis                              |        |                                              |                                                                                           |         |
| Familia Cervidae                                         |        |                                              |                                                                                           |         |
| † Lagomeryx aff. parvulus (Roger)                        |        |                                              |                                                                                           |         |
| † Lagomeryx flevori                                      |        |                                              |                                                                                           |         |
| † Euprox aff. furcatua (Hensel)                          |        |                                              |                                                                                           |         |
| † Cervavitus bessarabiensis Lungu, 1967                  |        |                                              |                                                                                           |         |
| Familia Giraffidae                                       |        |                                              |                                                                                           |         |
| † Achtiaria sp.                                          |        |                                              |                                                                                           |         |
| † Achtiaria expectans Boriesiak, 1914                    |        |                                              |                                                                                           |         |
| † Helladotherium duvernoyi Gaudry and Lartet,1856        | Miocen |                                              | Gura Galbenei, Cioburciu, Taraclia, Cimișlia alte țări: Bulgaria, Franța, Grecia, Ucraina |         |
| † Palaeotragus rouenii Gaudry, 1861                      | Miocen |                                              | Cioburciu, Taraclia alte țări: Grecia, Turcia, Ucraina                                    |         |
| † Samotherium boissieri Forsyth Major, 1888              | Miocen |                                              | Taraclia alte țări: Grecia, Irak                                                          |         |
| Familia Bovidae                                          |        |                                              |                                                                                           |         |
| † Miotragocerus (Dystilchocerae) pannoniae Kretzoi, 1941 |        |                                              |                                                                                           |         |
| † Miotragocerus leekevitaahi (Borias.)                   |        |                                              |                                                                                           |         |
| † Moldoredunoa amalthea Lungu, 1979                      |        |                                              |                                                                                           |         |
| gen. et sр. neidentificat (subfam. Hippotraginae)        |        |                                              |                                                                                           |         |
| Familia Camelidae                                        |        |                                              |                                                                                           |         |
| † Paracamelus alexejevi (Khavesson, 1950)                |        |                                              | Musait, Găvănoasa, Moscovei, Etulia, Turner, Priozernoe Alte țări: Ucraina                |         |

#### Cetacea
| Denumirea speciei                                                  | Vârsta | Descrierea fosilelor/resturilor (scheletice)                    | Localizarea sitului fosilifer                                           | Imagine                |
| ------------------------------------------------------------------ | ------ | --------------------------------------------------------------- | ----------------------------------------------------------------------- | ---------------------- |
| Pavordinul Mysticeti                                               |        |                                                                 |                                                                         |                        |
| Familia Cetotheriidae                                              |        |                                                                 |                                                                         |                        |
| † Cetotherium priscum (Eichwald, 1840)                             |        |                                                                 | Otovasca (Chișinău) Alte țări: Austria, România, Rusia, Turcia, Ucraina | Cetotherium sp.        |
| † Cetotherium klinderi (Brandt, 1871)                              |        |                                                                 | Otovasca (Chișinău)                                                     |                        |
| † Ciuciulea davidi (Gol'din, 2018)                                 |        |                                                                 | Ciuciulea                                                               | Craniu, vedere dorsală |
| Pavordinul Odontoceti                                              |        |                                                                 |                                                                         |                        |
| Familia Delphinidae                                                |        |                                                                 |                                                                         |                        |
| † Lissodelphis nordmanni (Brandt 1873) sin. Archaeocetus nordmanni |        |                                                                 | Otovasca (Chișinău). Alte țări: Turcia                                  |                        |
| † Lissodelphis fockii (Brandt 1873) sin. Archaeocetus focki        |        |                                                                 | Otovasca (Chișinău). Alte țări: Germania, România, Rusia, Turcia        |                        |
| Familia Kentriodontidae                                            |        |                                                                 |                                                                         |                        |
| † Sarmatodelphis moldavicus (Simionescu, 1923)                     |        | Au fost descoperite un craniu incomplet și o vertebră cervicală | Otovasca (Chișinău)                                                     |                        |
| Familia Physeteroidea                                              |        |                                                                 |                                                                         |                        |
| Gen și specie neidentificați                                       |        | Au fost descoperiți câțiva dinți                                | Pocșești                                                                |                        |